# 2015-ös WTCC orosz nagydíj
A 2015-ös WTCC orosz nagydíj volt a 2015-ös túraautó-világbajnokság ötödik fordulója. 2015. június 7-én rendezték meg a Moscow Raceway-en, Oroszországban.

## Időmérő
| Poz. | #  | Versenyző           | Csapat                          | Autó                    | Kat. | 1. rész  | 2. rész  | 3. rész  | Pont |
| ---- | -- | ------------------- | ------------------------------- | ----------------------- | ---- | -------- | -------- | -------- | ---- |
| 1    | 68 | Yvan Muller         | Citroën Total WTCC              | Citroën C-Elysée WTCC   |      | 1:37,900 | 1:38,182 | 1:37,923 | 5    |
| 2    | 37 | José María López    | Citroën Total WTCC              | Citroën C-Elysée WTCC   |      | 1:38,207 | 1:38,089 | 1:37,969 | 4    |
| 3    | 2  | Gabriele Tarquini   | Honda Racing Team JAS           | Honda Civic WTCC        |      | 1:38,104 | 1:38,406 | 1:38,091 | 3    |
| 4    | 12 | Robert Huff         | Lada Sport Rosneft              | Lada Vesta              |      | 1:38,325 | 1:38,624 | 1:38,639 | 2    |
| 5    | 3  | Tom Chilton         | ROAL Motorsport                 | Chevrolet RML Cruze TC1 | Y    | 1:38,948 | 1:38,785 | 1:39,139 | 1    |
| 6    | 33 | Ma Csing-hua        | Citroën Total WTCC              | Citroën C-Elysée WTCC   |      | 1:38,780 | 1:38,836 |          |      |
| 7    | 7  | Hugo Valente        | Campos Racing                   | Chevrolet RML Cruze TC1 | Y    | 1:38,518 | 1:38,873 |          |      |
| 8    | 5  | Michelisz Norbert   | Zengő Motorsport                | Honda Civic WTCC        | Y    | 1:38,579 | 1:38,918 |          |      |
| 9    | 10 | Nicky Catsburg      | Lada Sport Rosneft              | Lada Vesta              |      | 1:38,764 | 1:39,047 |          |      |
| 10   | 18 | Tiago Monteiro      | Honda Racing Team JAS           | Honda Civic WTCC        |      | 1:38,888 | 1:39,071 |          |      |
| 11   | 9  | Sébastien Loeb      | Citroën Total WTCC              | Citroën C-Elysée WTCC   |      | 1:38,613 | 1:39,139 |          |      |
| 12   | 46 | Jaap van Lagen      | Lada Sport Rosneft              | Lada Vesta              |      | 1:38,863 | 1:39,195 |          |      |
| 13   | 25 | Mehdi Bennani       | Sébastien Loeb Racing           | Citroën C-Elysée WTCC   | Y    | 1:39,172 |          |          |      |
| 14   | 4  | Tom Coronel         | ROAL Motorsport                 | Chevrolet RML Cruze TC1 | Y    | 1:39,550 |          |          |      |
| 15   | 26 | Stefano D'Aste      | ALL-INKL.COM Münnich Motorsport | Chevrolet RML Cruze TC1 | Y    | 1:39,867 |          |          |      |
| 16   | 11 | Grégoire Demoustier | Craft Bamboo                    | Chevrolet RML Cruze TC1 | Y    | 1:39,951 |          |          |      |
| 17   | 19 | Rickard Rydell      | Nika International              | Honda Civic WTCC        |      | 1:40,060 |          |          |      |
| 18   | 27 | John Filippi        | Campos Racing                   | Chevrolet RML Cruze TC1 | Y    | 1:40,127 |          |          |      |

- Y - Yokohama bajnokság

## Első verseny
| Poz. | #  | Versenyző           | Csapat                          | Autó                    | Kat. | Futott kör | Idő/Kiesés oka | Rajthely | Pont |
| ---- | -- | ------------------- | ------------------------------- | ----------------------- | ---- | ---------- | -------------- | -------- | ---- |
| 1    | 68 | Yvan Muller         | Citroën Total WTCC              | Citroën C-Elysée WTCC   |      | 16         | 27:04,214      | 1        | 25   |
| 2    | 37 | José María López    | Citroën Total WTCC              | Citroën C-Elysée WTCC   |      | 16         | +2,933         | 2        | 18   |
| 3    | 2  | Gabriele Tarquini   | Honda Racing Team JAS           | Honda Civic WTCC        |      | 16         | +4,392         | 3        | 15   |
| 4    | 12 | Robert Huff         | Lada Sport Rosneft              | Lada Vesta WTCC         |      | 16         | +4,684         | 4        | 12   |
| 5    | 33 | Ma Csing-hua        | Citroën Total WTCC              | Citroën C-Elysée WTCC   |      | 16         | +7,082         | 6        | 10   |
| 6    | 3  | Tom Chilton         | ROAL Motorsport                 | Chevrolet RML Cruze TC1 | Y    | 16         | +8,724         | 5        | 8    |
| 7    | 5  | Michelisz Norbert   | Zengő Motorsport                | Honda Civic WTCC        | Y    | 16         | +10,394        | 8        | 6    |
| 8    | 18 | Tiago Monteiro      | Honda Racing Team JAS           | Honda Civic WTCC        |      | 16         | +12,809        | 10       | 4    |
| 9    | 9  | Sébastien Loeb      | Citroën Total WTCC              | Citroën C-Elysée WTCC   |      | 16         | +13,463        | 11       | 2    |
| 10   | 46 | Jaap van Lagen      | Lada Sport Rosneft              | Lada Vesta WTCC         |      | 16         | +14,044        | 12       | 1    |
| 11   | 10 | Nicky Catsburg      | Lada Sport Rosneft              | Lada Vesta WTCC         |      | 16         | +18,239        | 9        |      |
| 12   | 7  | Hugo Valente        | Campos Racing                   | Chevrolet RML Cruze TC1 | Y    | 16         | +20,870        | 7        |      |
| 13   | 19 | Rickard Rydell      | Nika International              | Honda Civic WTCC        |      | 16         | +24,517        | 16       |      |
| 14   | 25 | Mehdi Bennani       | Sébastien Loeb Racing           | Citroën C-Elysée WTCC   | Y    | 16         | +33,791        | 13       |      |
| 15   | 11 | Grégoire Demoustier | Craft Bamboo                    | Chevrolet RML Cruze TC1 | Y    | 16         | +41,523        | 18       |      |
| 16   | 26 | Stefano D'Aste      | ALL-INKL.COM Münnich Motorsport | Chevrolet RML Cruze TC1 | Y    | 16         | +1:06,562      | 15       |      |
| 17   | 4  | Tom Coronel         | ROAL Motorsport                 | Chevrolet RML Cruze TC1 | Y    | 15         | +1 kör         | 14       |      |
| Ki   | 27 | John Filippi        | Campos Racing                   | Chevrolet RML Cruze TC1 | Y    | 9          |                | 17       |      |

- Y - Yokohama bajnokság

## Második verseny
| Poz. | #  | Versenyző           | Csapat                          | Autó                    | Kat. | Futott kör | Idő/Kiesés oka | Rajthely | Pont |
| ---- | -- | ------------------- | ------------------------------- | ----------------------- | ---- | ---------- | -------------- | -------- | ---- |
| 1    | 18 | Tiago Monteiro      | Honda Racing Team JAS           | Honda Civic WTCC        |      | 16         | 27:12,922      | 1        | 25   |
| 2    | 12 | Robert Huff         | Lada Sport Rosneft              | Lada Vesta WTCC         |      | 16         | +3,155         | 7        | 18   |
| 3    | 5  | Michelisz Norbert   | Zengő Motorsport                | Honda Civic WTCC        | Y    | 16         | +5,549         | 3        | 15   |
| 4    | 10 | Nicky Catsburg      | Lada Sport Rosneft              | Lada Vesta WTCC         |      | 16         | +8,074         | 2        | 12   |
| 5    | 33 | Ma Csing-hua        | Citroën Total WTCC              | Citroën C-Elysée WTCC   |      | 16         | +12,188        | 5        | 10   |
| 6    | 68 | Yvan Muller         | Citroën Total WTCC              | Citroën C-Elysée WTCC   |      | 16         | +14,674        | 10       | 8    |
| 7    | 9  | Sébastien Loeb      | Citroën Total WTCC              | Citroën C-Elysée WTCC   |      | 16         | +18,010        | 11       | 6    |
| 8    | 7  | Hugo Valente        | Campos Racing                   | Chevrolet RML Cruze TC1 | Y    | 16         | +20,803        | 4        | 4    |
| 9    | 3  | Tom Chilton         | ROAL Motorsport                 | Chevrolet RML Cruze TC1 | Y    | 16         | +20,968        | 6        | 2    |
| 10   | 4  | Tom Coronel         | ROAL Motorsport                 | Chevrolet RML Cruze TC1 | Y    | 16         | +21,207        | 14       | 1    |
| 11   | 19 | Rickard Rydell      | Nika International              | Honda Civic WTCC        |      | 16         | +21,686        | 17       |      |
| 12   | 37 | José María López    | Citroën Total WTCC              | Citroën C-Elysée WTCC   |      | 16         | +24,659        | 9        |      |
| 13   | 11 | Grégoire Demoustier | Craft Bamboo                    | Chevrolet RML Cruze TC1 | Y    | 16         | +29,019        | 16       |      |
| 14   | 26 | Stefano D'Aste      | ALL-INKL.COM Münnich Motorsport | Chevrolet RML Cruze TC1 | Y    | 16         | +31,584        | 15       |      |
| 15   | 27 | John Filippi        | Campos Racing                   | Chevrolet RML Cruze TC1 | Y    | 16         | +34,404        | 18       |      |
| Ki   | 2  | Gabriele Tarquini   | Honda Racing Team JAS           | Honda Civic WTCC        |      | 6          |                | 8        |      |
| Ki   | 46 | Jaap van Lagen      | Lada Sport Rosneft              | Lada Vesta WTCC         |      | 5          |                | 12       |      |
| Ki   | 25 | Mehdi Bennani       | Sébastien Loeb Racing           | Citroën C-Elysée WTCC   | Y    | 4          |                | 13       |      |

- Y - Yokohama bajnokság

## Külső hivatkozások
- Hivatalos nevezési lista
- Az időmérő eredménye
- Az 1. futam eredménye
- A 2. futam eredménye